# Wissington
Wissington lub Wiston – wieś w Anglii, w hrabstwie Suffolk, w dystrykcie Babergh, w civil parish Nayland-with-Wissington. Leży 24 km na południowy zachód od miasta Ipswich i 85 km na północny wschód od Londynu. W 1881 roku civil parish liczyła 191 mieszkańców.